# Северное командование Вооружённых сил США

Сфера ответственности СКВС США

Северное кома́ндование Вооружённых сил США (англ. United States Northern Command, USNORTHCOM, NORTHCOM) — единое командование в составе Вооружённых сил США. Создано 1 октября 2002 г. после атак 11 сентября 2001 г. с целью защиты США и поддержки местных, региональных и федеральных властей. Поддержка, которую СКВС США оказывает гражданским властям, ограничена законом о ношении оружия, снижающим роль Вооружённых сил США в деятельности гражданских правоохранительных органов. Однако в случае природного или искусственного чрезвычайного положения его Северное управление национальной безопасности и готовности к аварийным ситуациям ВВС возьмёт на себя контроль над ситуацией.

## Сфера ответственности
Сфера ответственности СКВС США включает в себя авиационное, сухопутное и морское направления и охватывает смежные штаты США, Аляску, Канаду, Мексику и окружающие моря примерно на 500 морских миль (930 км) от побережья. К ней также относятся Мексиканский залив, Флоридский пролив и частично Карибский регион: Багамские Острова, Тёркс и Кайкос, Пуэрто-Рико и Виргинские острова. Начальник СКВС США отвечает за боевое оборонное взаимодействие с Канадой, Мексикой и Багамскими Островами. В последнее время СКВС США было мобилизовано вследствие разлива BP нефти в Мексиканском заливе: оно обеспечило авиационную, сухопутную и материально-техническую поддержку.
СКВС США было создано 25 апреля 2002 года, когда президент США Дж. Буш утвердил новый План Единого командования после атак 11 сентября и начало функционировать 1 октября 2002 года.

## Цели и задачи деятельности СКВС США
Согласно Плану Единого командования, целями и задачами деятельности СКВС США являются:
- Проведение операций по сдерживанию, предотвращению и отражению угроз и агрессии, направленных против США, их территорий и интересов в пределах назначенной зоны ответственности * По указанию президента или министра обороны, оказание военной помощи невоенным властям, включая операции по ликвидации последствий вышеуказанных угроз и агрессии.

## Организационная структура

### Штаб-квартира
.

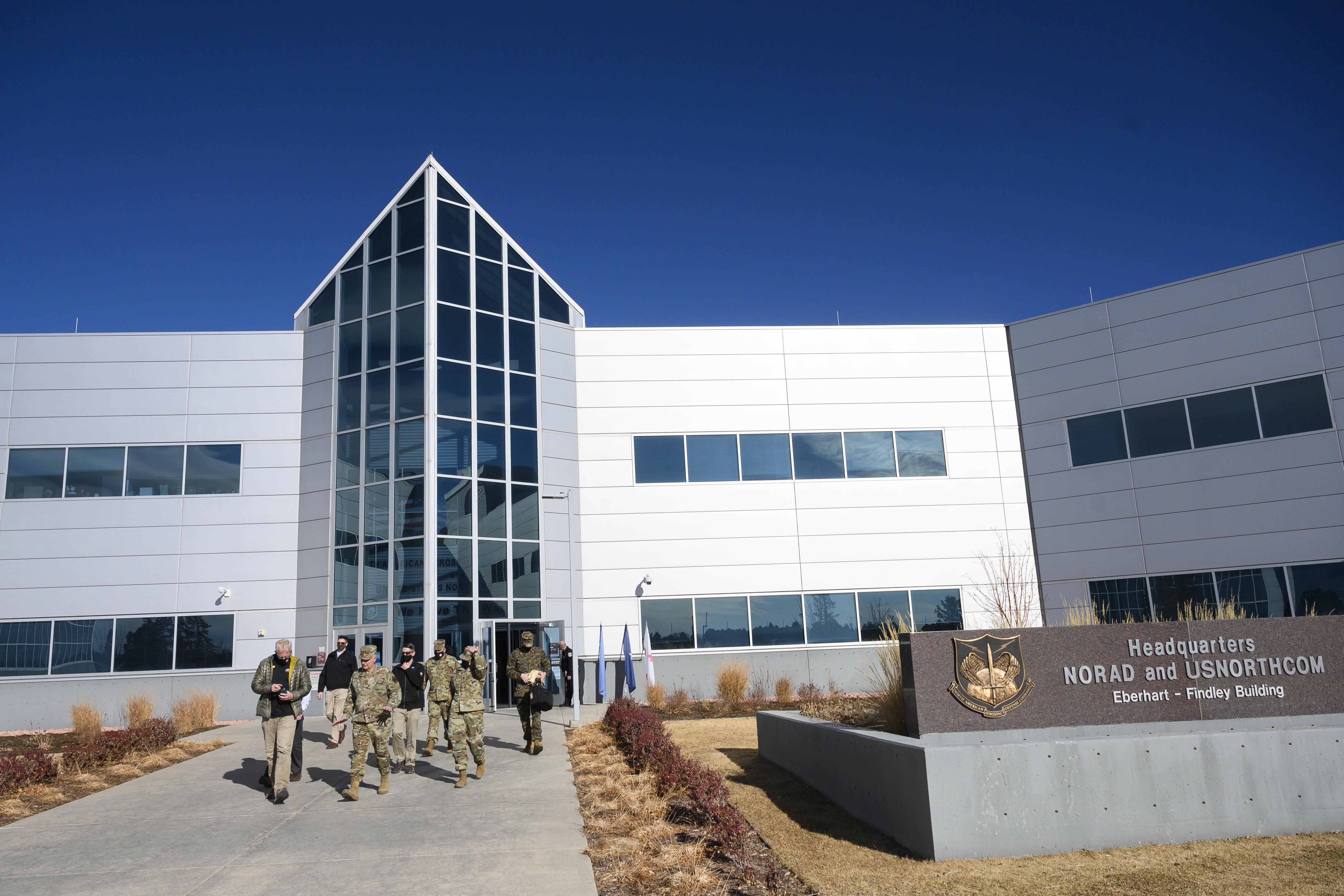
Штаб-квартира СКВС США на базе Космических войск США Петерсон (база Космических войск США) в Колорадо-Спрингс, штат Колорадо

Командующий Северным командованием Вооружённых сил США одновременно является командующим американо-канадского Североамериканского командования воздушно-космической обороны (NORAD). СКВС США и NORAD размещены на базе Космических войск США Петерсон в Колорадо-Спрингс, штат Колорадо.
Штат штаба СКВС США насчитывает около 1200 человек военных и гражданских специаличтов. В начальный период деятельности организации, в 2002–2003 годах, одним из приоритетов был найм гражданского персонала, который мог бы помочь отреагировать на атаку с применением оружия массового поражения и координировать восстановление после стихийных бедствий.

### Структурные компоненты
| Эмблема | Наименование                             | Аббревиатура   | Командующий                      | Год основания   | Штаб-квартира                         | Подчинённые части |
| ------- | ---------------------------------------- | -------------- | -------------------------------- | --------------- | ------------------------------------- | --- |
|         | 5-я Армия                                | ARNORTH        | Аллан Пепин                      | 11 июня 1946    | Форт Сэм-Хьюстон, Техас               | - Оперативная группа 46 - Оперативная группа 51 - Оперативная группа 76 - 323-й армейский оркестр - 505-я бригада разведки - Штаб и рота охраны в Форт Сэм-Хьюстон, Техас - 383-й батальон разведки, Белтон, Миссури - 549-й батальон разведки, Кэмп Буллис, Техас - одно не установленное подразделение в Форт Ливенворт, Канзас - 263-е армейское командование противовоздушной и противоракетной обороны - 678-я артиллерийская бригада противовоздушной обороны - 1-й батальон 178-го полка полевой артиллерии - 2-й батальон 263-го артиллерийского полка противовоздушной обороны - 3-е экспедиционное командование поддержки - 18-й финансовый батальон, Форт-Брэгг (Северная Каролина) - 264-й батальон боевого обеспечения, Форт-Брэгг (Северная Каролина) - 330-й батальон управления движением, Форт-Брэгг (Северная Каролина) - 7-я транспортная бригада (экспедиционная) (Объединенная база Лэнгли–Юстис, Вирджиния) - 953-й интендантский отряд (Нефтяной центр театра военных действий), Объединённая база Лэнгли–Юстис, Вирджиния - 377-е командование тылового обеспечения театра военных действий |
|         | Северные силы Корпуса морской пехоты США | MARFORNORTH    | Генерал-лейтенана Роберта Л. Шиа | 16 декабря 1946 | Военно-морская база Норфолк, Виргиния | - 2-е экспедиционное соединение морской пехоты - Полк сил безопасности корпуса морской пехоты - Силы реагирования на химико-биологические инциденты - Группа сотрудничества по безопасности Корпуса морской пехоты - Штаб и батальон обслуживания |
|         | Северное командование ВМС США            | NAVNORTH       | Адмирал Дэрил Л. Кодл            | 1 января 1906   | Виргиния                              | - Второй флот ВМС США - ВВС атлантического ВМФ - Командование надводных сил атлантического ВМФ - Командование подводных сил атлантического ВМФ - Экспедиционное боевое командование ВМС США - Командование по снабжению боеприпасами ВМС Атлантика |
|         | 1-я воздушная армия                      | 1 AF (AFNORTH) | Генерал-лейтенант М. Л. Ахманн]] | 1 ноября 2007   | Авиабаза Тиндалл, Флорида             | - Восточный сектор ПВО США - Западый сектор ПВО США - 601-й центр воздушных операций США - Координационный центр спасательных операций ВВС США - Управление готовности к чрезвычайным ситуациям национальной безопасности Северного округа ВВС - Гражданский воздушный патруль |